# Spanish Lookout

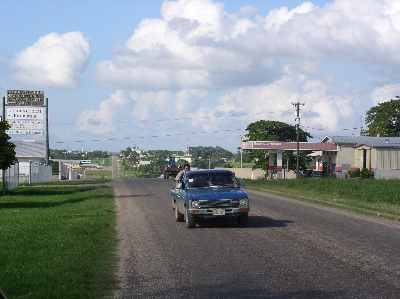
Avenida Principal em Spanish Lookout

Spanish Lookout é uma cidade do distrito de Cayo, Belize. No último censo realizado em 2000, sua população era de 1.786 habitantes. Em meados de 2005, a população estimada da cidade era de 2.300 habitantes.